# Parommidion extricatum
Parommidion extricatum là một loài bọ cánh cứng trong họ Cerambycidae.